# Ny Tøjhus
Ny Tøjhus og Hærens Geværfabrik var et militært tøjhus og en våbenfabrik på Ny Tøjhusgrunden på Islands Brygge i København. Det afløste i 1888 Tøjhuset på Slotsholmen.

## Opførelsen af Ny Tøjhus
Indtil 1888 var området under vand, vandet gik til hvor Artillerivej ligger i dag. I 1888 var Christian IV's Tøjhus på Slotsholmen blevet for lille til at huse hærens materiel da hæren skulle bruge mere plads efter den voldsomme udbygning af Københavns landforsvar i 1880'erne. Derfor påbegyndtes i 1888 en opfyldning af området vest for Artillerivej. Hærens Geværfabrik stod færdig i 1891. Geværfabrikken var et toetages firfløjet historicistisk anlæg i røde mursten med store støbejernsvinduer og terracottadekorationer. Omkring fabrikken lå prøveskydningstunneler samt ammunitionsmagasiner. Ny Tøjhus husede snart en omfattende national produktion af geværer og håndvåben, der omkring 1. verdenskrig blev suppleret med en produktion af kanoner, fordi man var afskåret fra import fra udlandet. Nye bygninger til formålet blev opført, og f.eks. ombygningen af de gamle M/1873 kanoner til de mere moderne M/1910 haubitser, hvoraf 12 stadig kan ses på Charlottenlund Fort, blev udført på Ny Tøjhus.
Mellem 1891 og 1953 opførtes en lang række bygninger til hæren. Blandt de mest interessante var en toetages administrationsbygning, opført 1906-07, og en yderligere administrationsbygning med kommandantbolig opført 1909 for Hærens Tekniske Korps, der blev oprettet som følge af forsvarsforliget 1909, og som fik generalmajor M.N. Nørresø som generaltøjmester og oberstløjtnant Herman Tuxen som direktør. De to huse lå ved hjørnet af Amager Boulevard og Thorshavnsgade. Begge var i to etager og nationalromantisk stil, tegnet af kaptajn B. Poulsen. Kommandantboligen havde en have med gittermur, der måtte reduceres 1953 ved anlægget af Langebro. Ved ombygningen blev gittermurens forløb afrundet og pietetsfuldt forsynet med yderligere en port, indrammet af murede søjler med granitkugler.

## Besættelsestiden
Den 29. august 1943 under Tysklands besættelse af Danmark blev alle danske militære anlæg angrebet af tyskerne som led i Operation Safari, og Ny Tøjhus overgik derfor under voldsomme kamphandlinger til tysk kontrol. Det samme gjaldt Ballonparken og Artillerivejens Kaserne i nabolaget. 
Til stede var fire officerer af Hærens Tekniske Korps, reservehåndværkerskolen m.fl., i alt 50 befalingsmænd og menige, samt 26 menige af hjælpetropperne. Kl. ca. 4 blev Ny Tøjhus angrebet af en tysk styrke. Efter stærk tysk beskydning, og efter at der var indgået melding om, at Amalienborg, Sorgenfri Slot og Christiansborg Slot var blevet besat af tyskerne, lykkedes det at opnå forbindelse med angriberne, og overgivelse fandt sted kl. ca. 5,15. 1 vægter og 2 menige blev dræbt.
17. november 1944 stjal en gruppe sabotører med stor koldblodighed 1.000 maskinpistoler fra Hærens Geværfabrik og bragte dem væk i lastbiler. De undslap tyskerne, efter at Langebro gik op bag dem. Modstandsbevægelsen havde også medsammensvorne inden for selve fabrikken. Den 5. april 1945 blev der sprængt en bombe på Hærens Geværfabrik med minimum 12 dræbte til følge.

## Udflytning og nedrivning
Fra 1950'erne gik udviklingen på stedet gik i stå, da behovet for en national våbenproduktion var vigende. I stedet blev våben bestilt fra udlandet. Samtidig planlagde man en storstilet udflytning af Forsvarets anlæg fra hovedstaden og til primært Jylland.
I 1976 påbegyndtes nedrivningen af hærens bygninger, efter at Ammunitionsarsenalet og våbenproduktionen var flyttet til Hjørring 1971 som underlagt Hærens Materielkommando. Forsvaret ville ikke se Christiania gentaget. De lokale Bryggegrupper, der også skabte Havneparken, forhindrede dog nedrivning af de væsentligste bygninger. De således tilbageværende bygninger, herunder den monumentale Geværfabrik, husede henholdsvis medborgerhuset Gimle og Teknisk Skole indtil 1990, hvor Geværfabrikken og andre bygninger blev revet ned. 1980'ernes recession motiverede kommunen til genbrug af ældre bygninger, og i 1989 udarbejdede arkitekt Anna Maria Indrio på Københavns Kommunes foranledning et projekt til en kulturfabrik i Ny Tøjhusgrundens bygninger. En forudsætning for projektet var, at Københavns Kommune kunne opnå en rimelig lejeaftale med ejeren, Forsvarets Bygningstjeneste. Det lykkedes imidlertid ikke, og nedrivning blev konsekvensen. Medborgerhuset Gimle lå dog endnu indtil 2000 i en tidligere magasinbygning, der sammen med den tilbageværende monumentale Kommandantbolig og kontorbygning, der blev anvendt af Hjemmeværnet og Politiskolen, blev revet ned 2001.
Kommandant- og kontorbygningerne var tildelt "høj bevaringsværdi" i Amager Bydelsatlas, 1992, og Kulturmiljørådet gjorde indsigelse mod lokalplan 327, der muliggjorde nedrivning.
Området overgik i 1998 fra forsvaret til Freja Ejendomme, som er et statsligt selskab, der står for salg af statslige bygninger og grunde. For områdets videre udvikling, se Ny Tøjhusgrunden.